# (2597) Arthur
(2597) Arturo o 2597 Arthur (cuya denominación provisional fue 1980 BS) es un asteroide del cinturón principal , que orbita el Sol en 5,21 años a una distancia media de 3 ua descubrió el 8 de agosto de 1980 año.

## Descubrimiento
Fue descubierto el 8 de agosto de 1980 por el astrónomo Edward Bowell en E. L. G. Bowell.

## Órbita
Presenta una órbita caracterizada por un semieje mayor igual a 3.0049235 UA y una excentricidad de 0,1541887, inclinado a 1,09183° con respecto a la eclíptica. Arthur tiene una velocidad orbital media de 17,18365772 kilómetros / s y una pendiente de 1,09183º que orbita el Sol en 5 años 77 días 2 horas a una distancia media de 3 ua.

## Diámetro
Es ligeramente superior al asteroide que le sigue en la lista , (2598) Merlin , considerando que tienen el mismo diámetro de 47 km.

## Nombre y designación
Su denominación provisional anterior fue 1980 BS y 1980 PN, Actualmente su nombre es una referencia a la figura del rey Arturo el legendario rey británico, la historia de caracteres Inglés.